# Куолоярви
Ку́олоя́рви (Куолаярви, фин. Kuolajärvi) — сельский населённый пункт в Кандалакшском районе Мурманской области. Входит в сельское поселение Алакуртти. Расположен на реке Куолайоки.

## История
Деревня Куолаярви входила в общину Куолаярви. Община же была местом мехового промысла. Она входила в состав Улеаборгской губернии Финляндии.
В 1930-х годах в деревне Куолаярви насчитывалось около 50 домов и около 400 жителей.
В 1936 году общину Куолаярви переименовали: она была названа Салла.
Во время советско-финской войны 1939—1940 годов Куолаярви сильно пострадала. Весной 1940 года, после завершения войны согласно мирному договору в составе территории Салла–Куусамо (включавшей восточные части общин Салла и Куусамо) деревня Куолаярви была передана от Финляндии к СССР.
В Законе Верховного Совета СССР «О преобразовании Карельской Автономной Советской Социалистической Республики в союзную Карело-Финскую Советскую Социалистическую Республику» от 31 марта 1940 г. Куолаярви значится городом. Указом Президиума Верховного Совета Карело-Финской ССР от 27 августа 1940 г. город Куолаярви стал центром Куолаярвинского сельсовета.
В СССР территория Салла–Куусамо вошла в состав Карело-Финской ССР, а Куолаярви оказалась в составе Алакурттинского сельсовета Кестеньгского района Карело-Финской ССР.
24 февраля 1955 года посёлок был передан в состав Кандалакшского района Мурманской области.

## Население
| 2002 | 2010 | 2021 |
| ---- | ---- | ---- |
| 0    | →0   | →0   |

По данным Всероссийской переписи населения 2010 года население, проживающее на территории населённого пункта, отсутствует.

## Транспорт
Поскольку Куолоярви, находящийся в 7,5 км от линии границы и вне пределов инженерных пограничных сооружений, хотя и расположен в пограничной зоне (которая в этом месте имеет ширину 15 км), доступен для посещения гражданами РФ без пропусков и/или командировок: нужно лишь иметь внутренний паспорт, доказывающий состояние путешественника в гражданстве РФ — таковы требования современных Правил пограничного режима.
Иностранным гражданам для поездки в Куолоярви по-прежнему требуется командировка или погранпропуск.
Западнее посёлка вплотную к нему расположены инженерно-технические пограничные проволочные заграждения, а в некотором удалении за ними — международный автомобильный пункт пропуска «Салла».